# USNS Joshua Humphreys (T-AO-188)
El USNS Joshua Humphreys (T-AO-188), llamado así en honor a Joshua Humphreys, es un buque petrolero de flota de la clase Henry J. Kaiser de la Armada de los Estados Unidos; presta servicio desde 1987.

## Construcción
Construido por Avondale Industries en Westwego (Luisiana), fue puesto en gradas el 17 de diciembre de 1984. Su casco fue botado el 22 de febrero de 1986. El buque terminado fue asignado el 3 de abril de 1987.

## Historia de servicio
Está asignado a la Naval Fleet Auxiliary Force dependiente del Military Sealift Command.

## Nombre
Su nombre USNS Joshua Humphreys honra a un arquitecto y constructor naval estadounidense.